# Jozef Žabka
Jozef Žabka (Bratislava, 10 d'agost de 1976) és un ciclista eslovac, que fou professional del 2005 al 2006. Es va especialitzar en el ciclisme en pista i va participar en els Jocs Olímpics d'Atenes de 2004.

## Palmarès

### Resultats a laCopa del Món en pista
- 2000
  - 1r a Torí, en Madison